# Verrucidens turpis
Verrucidens turpis là một loài rêu trong họ Seligeriaceae. Loài này được (Cardot) Cardot mô tả khoa học đầu tiên năm 1908.